# Калиновский, Анатолий Аполлонович
Анато́лий Аполло́нович Калино́вский (6 (25) мая 1865, Российская империя, — 26 апреля 1938, Тбилиси) — кадровый офицер русской императорской армии, участник Первой мировой войны, генерал-майор, кавалер ордена Святого Георгия 4 степени.

## Биография
Происходил из дворян, православный. В 1881 году завершил обучение в военной Владикавказской прогимназии, затем поступил в Тифлисское пехотное юнкерское училище. После завершения обучения был выпущен подпоручиком в Владикавказский 152-й пехотный полк. Службу проходил на различных должностях, к 1910 году дослужился до чина подполковника. Увлекался охотой; некоторое время являлся егерем наместника Кавказа, участвовал в организации царских охот в Закавказье, за что награждался памятными подарками от императрицы Марии Фёдоровны. В 1913 году был переведён по службе в Мингрельский 16-й гренадерский полк.

## Первая мировая война
В чине полковника (старшинство 06.05.1912) А.А. Калиновский был назначен командиром Духовщинского 267-го полка (сформирован из кадра 22-й пехотной дивизии) после того, как предыдущий командир полка Анисимов попал в плен. Вся военная служба офицера была связана с данным подразделением. Боевые действия полка с начала 1915 года происходили в Варшавской губернии. К концу лета 1915 года под угрозой окружения полк отступил с боями в Беларусь. В сентябре 1915 года принимал участие в Виленской операции, где его части понесли безвозвратные потери. В июле 1916 года подразделение принимало участие в кровопролитных боях у Горного и Дольного Скробово. В конце 1916 года полк продолжал занимать позиции у Скробово-Городища. 12 декабря 1916 года, за болезнью, Калиновский был назначен в резерв чинов при штабе Минского военного округа, с назначением чина генерал-майора по Георгиевскому статуту .
За отличия в боях против неприятеля Калиновский награждён многими боевыми орденами, в том числе и орденом Святого Георгия 4 степени.
Утверждается пожалование — за отличия в делах против неприятеля,
 по удостоянию Местной Георгиевской Кавалерской Думы:
Ордена Св. Великомученика и Победоносца Гергия 4-й степени:
Полковникам:
 бывшему командиру — Духовщинского пехотного полка, ныне назначенному, за болезнью, в резерв чинов при штабе Минского военного округа, Анатолию Калиновскому за то, что 3 августа 1915 года у м. Ботьки, принял в командование бригаду — пехотной дивизии, своими энергичными и доблестными действиями, лично подвергая свою жизнь опасности, в течение двух дней выдержал упорный бой с превосходящим по силам противником и лихою атакой выбил его из целого ряда важных пунктов, которые удержал до конца боя, чем и оказал существенную помощь войскам 5-го Сибирского армейского корпуса, дав им возможность отойти за р. Нурец через единственную переправу у м. Ботьки. При этом бригадой полковника Калиновского взято в плен 2 германских офицера и около 40 нижних чинов.

— «Русский Инвалид» № 275 от 15 октября 1916 года.
Известно, что даже на фронте Калиновского не покидала страсть к охоте, он занимался её проведением в перерывах между боями.
Будучи с юных лет страстным охотником, Юдин, Сергей Сергеевич даже на фронте имел с собой охотничье ружье и в период затишья участвовал во всех коллективных охотах, устраиваемых по инициативе командира полка, также большого любителя охоты.

## Жизнь при советской власти
Генерал-майор Калиновский Анатолий Аполлонович после Октябрьской революции жил в Тбилиси, продолжая работать и искать себе достойное занятие в новых условиях жизни. В 1924-25 годах он обучал красноармейцев по теории охоты, часть лекций этого курса была опубликована в ежемесячном периодическом издании-журнале «Спорт и охота», постоянным корреспондентом которого он в эти годы был. Тематика статей — «Фауна Закавказья и теория охоты», обучение красноармейцев инструкторов Закавказья теории и практике стрельбы по движущейся цели. Преобразованное «Охотничье общество» функционирует в настоящее время в г. Тбилиси, его члены считают А. А. Калиновского своим основателем.
 В 30-е годы он несколько раз подвергался арестам, тюремным заключениям, конфискациям имущества. Первые два раза он был отпущен за отсутствием состава преступления, последний раз был арестован в 1938 году, и из тюрьмы уже не вернулся. В 1939 году дочерью Калиновского А. А. было подано заявление с просьбой сообщить о судьбе отца на имя Молотова, которое было его секретариатом переслано в прокуратуру СССР. Ответ содержал информацию о расстреле Калиновского А. А. 25.04 1938 г. за антисоветскую деятельность по статьям 58.10, 58.11, 58.13 УК Грузинской ССР, на основании решения тройки НКВД Грузинской ССР.
 В начале 1958 года дочь подала прошение о реабилитации отца и честное имя отца с большим опозданием 11 июня 1958 года Верховным судом Грузинской ССР было восстановлено, решение тройки было этим документом отменено. По устному свидетельству сокамерника Калиновского А. А., он умер в тюремной камере накануне расстрела от воспаления легких. Семья склонна верить этому свидетельству, то есть в апреле 1938 года Анатолия Аполлоновича не стало.
В советское время Анатолий Аполлонович создал Военно-Охотничье общество Закавказья, в котором объединил тех людей, которых он знал ещё со времен царских охот в Закавказье, а также новых людей, которым только предстояло стать охотниками.

## Примечания

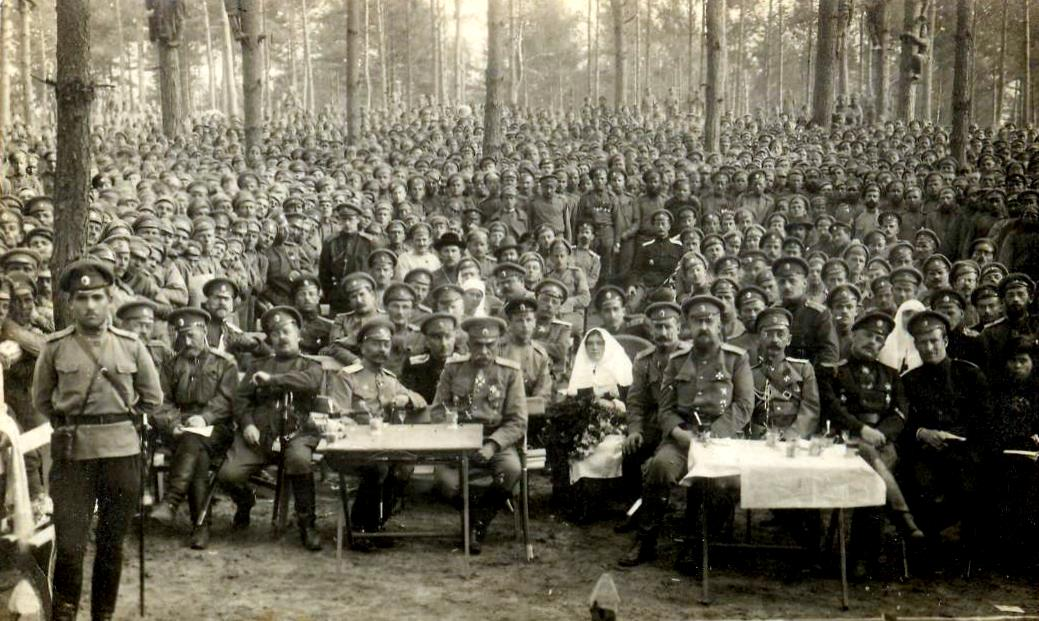
67-я пехотная дивизия. 1916 год